# Републикански път II-51
Републикански път II-51 е второкласен път, част от републиканската пътна мрежа на България, преминаващ по територията на области Русе, Търговище и Разград. Дължината му е 98,2 km.
Пътят започва при 51,8 km на Републикански път I-5, в северната част на град Бяла, преминава през центъра на града и се насочва на изток през Източната Дунавска равнина. Изкачва ниския вододел между реките Янтра и Русенски Лом и при село Копривец слиза в долината на река Баниски Лом (ляв приток на Черни Лом). От там пътят се изкачва по долината на река Каяджик (десен приток на Баниски Лом) на югоизток, при село Лом Черковна, завива на изток и навлиза в Търговишка област. По този начин пътят заобикаля от югозапад и юг Поповските височини. Последователно преминава покрай селата Водица и Ковачевец и по долината на река Поповски Лом достига до град Попово. Заобикаля града от юг, продължава на югоизток, преминава през село Светлен, пресича река Черни Лом и отново се насочва на изток. При село Голямо Ново преодолява нисък вододел, слиза в долината на река Керизбунар (от басейна на Голяма Камчия), минава през село Дралфа, след което навлиза в Разградска област. Тук Републикански път II-51 преминава през село Чудомир и северната част на град Лозница и след около 5 km отново навлиза в Търговишка област. Минава северно от село Мировец и южно от село Пресяк и на 2,1 km след последното се свързва с Републикански път I-2 при неговия 95,5 km.
По протежението на пътя вляво и вдясно от него се отделят 4 броя третокласни пътища, в т.ч. 2 броя с трицифрени номера и 2 броя с четирицифрени:
Третокласни пътища с трицифрени номера:
- при 29,6 km, югоизточно от село Лом Черковна — надясно Републикански път III-514 (47,9 km) до град Велико Търново;
- при 53,5 km, в квартал „Невски“ на град Попово — наляво Републикански път III-513 (1,6 km) до 33,6 km на Републикански път III-204;

Третокласни пътища с трицифрени номера:
- при 8,6 km, южно от село Пет кладенци — наляво Републикански път III-5101 (7,1 km) през село Пет кладенци и град Борово до 44,9 km на Републикански път I-5;
- при 91,9 km, северно от село Мировец — надясно Републикански път III-5102 (29,3 km) през селата Мировец, Буховци, Острец, Надарево и Дългач до село Певец при 15,4 km на Републикански път II-74.

| Пътища, отклоняващи се надясно (населено място, № на пътя, посока на пътя) | Км   | Пътища, отклоняващи се наляво (посока на пътя, № на пътя, населено място) |
| -------------------------------------------------------------------------- | ---- | ------------------------------------------------------------------------- |
| Община Бяла, Област Русе I-5, 51,8 km, гр. Бяла ←                          | 0,0  | ← гр. Бяла, 51,8 km, I-5, Област Русе Община Бяла                         |
| гр. Бяла                                                                   | 1,4  | ← гр. Бяла, 49,4 km, III-501 (от гр. Русе)                                |
| (за с. Бистренци) общински път ←                                           | 8,6  | → 0,0 km, III-5101 (до 44,9 km на I-5)                                    |
| (за с. Дряновец) общински път с. Копривец ←                                | 15,7 | с. Копривец                                                               |
| (за с. Нова Върбовка) общински път ←                                       | 23,6 |                                                                           |
| с. Лом Черковна                                                            | 27,2 | с. Лом Черковна                                                           |
| (до гр. Велико Търново) III-514, 0,0 km ←                                  | 29,6 |                                                                           |
| Община Попово, Област Търговище                                            | 32   | Област Търговище, Община Попово                                           |
|                                                                            | 35,4 | → общински път (за с. Водица)                                             |
|                                                                            | 37,9 | → общински път (за с. Ковачевец)                                          |
|                                                                            | 41   | → общински път (за с. Ковачевец)                                          |
| (до 181,6 km на I-4) III-204, 37,9 km, гр. Попово ←                        | 49,5 | ← гр. Попово, 37,9 km, III-204 (от с. Гецово)                             |
| гр. Попово                                                                 | 53,5 | → гр. Попово, 0,0 km, III-513 (до 33,6 km на III-204)                     |
| (от 208,6 km на I-4) III-409, 36,2 km, с. Светлен →                        | 56,7 | с. Светлен                                                                |
| (за с. Глогинка) общински път ←                                            | 59,3 |                                                                           |
|                                                                            | 63   | → общински път (за с. Заветно)                                            |
| Община Търговище                                                           | 64,3 | Община Търговище                                                          |
| с. Голямо Ново                                                             | 65,6 | с. Голямо Ново                                                            |
| (за с. Росина) общински път ←                                              | 68,8 |                                                                           |
| с. Дралфа                                                                  | 69,4 | → с. Дралфа, общински път (за с. Кръшно)                                  |
| (от гр. Велики Преслав) II-74, 38,0 km →                                   | 70,8 |                                                                           |
| (за с. Голямо Соколово) общински път ←                                     | 71,3 |                                                                           |
| Община Лозница, Област Разград                                             | 74,7 | Област Разград, Община Лозница                                            |
| с. Чудомир                                                                 | 76,4 | → с. Чудомир, общински път (за селата Тръбач и Трапище)                   |
| (от гр. Търговище) II-49, 11,9 km →                                        | 78,6 | → 11,9 km, II-49 (до 46,5 km на II-21)                                    |
| (за гр. Лозница) общински път ←                                            | 82,2 |                                                                           |
|                                                                            | 83,6 | → общински път (за с. Синя вода)                                          |
| (за с. Манастирци) общински път, гр. Лозница ←                             | 85,1 | ← гр. Лозница, 20,1 km, III-206 (от 72,3 km на I-2)                       |
|                                                                            | 88,9 | → общински път (за с. Крояч)                                              |
| Община Търговище, Област Търговище                                         | 90,3 | Област Търговище, Община Търговище                                        |
| (до с. Певец) III-5102, 0,0 km ←                                           | 91,6 |                                                                           |
| (за с. Буйново) общински път с. Пресяк ←                                   | 96,1 | с. Пресяк                                                                 |
| (до гр. Варна) I-2, 95,5 km ←                                              | 98,2 | ← 95,5 km, I-2 (от ГКПП Дунав мост)                                       |